# Lindernia latifolia
Lindernia latifolia é uma espécie botânica do gênero Lindernia pertencente à família Linderniaceae.